# 亞太航空 (美國)
亞太航空是一間總部位於美國加利福尼亞州丹維爾的貨運航空公司，提供貨運包機服務來回關島。公司的業務基地是關島的安東尼奧·汪帕特國際機場

## 歷史
航空公司在1998年6月5日成立，在1999年6月3日開始提供服務。航空公司原本是由密克羅尼西亞航空（Aero Micronesia）再重組而成，為陳氏控股有限公司其下航空公司。

## 機隊

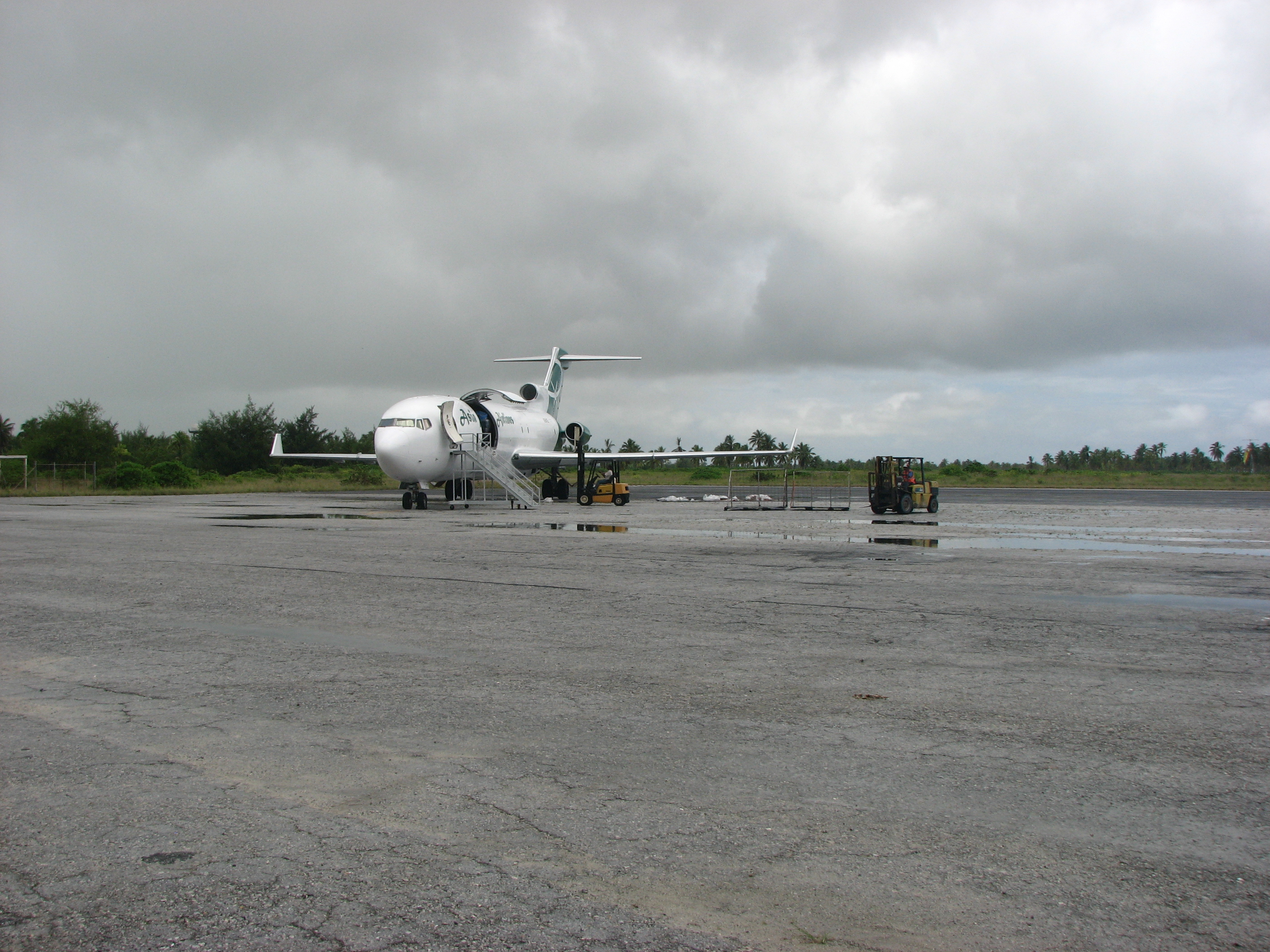
亞太航空的波音727於聖誕島

亞太航空有以下飛機（2011年7月）：
- 波音727-223ADV N705AA
- 波音727-212ADV N86425
- 波音727-212ADV N319NE

## 外部連結
- 官方網站